# Кавалеры ордена Святого Георгия IV класса З
Кавалеры ордена Святого Георгия IV класса на букву «З» 
Список составлен по алфавиту персоналий. Приводятся фамилия, имя, отчество; звание на момент награждения; номер по списку Григоровича — Степанова (в скобках номер по списку Судравского); дата награждения. Лица, чьи имена точно идентифицировать не удалось, не викифицируются. Курсивом выделены кавалеры, получившие орден за службу в частях Восточного фронта Русской армии и Северной армии во время Гражданской войны.

## За
- Забегалов, Николай Яковлевич; капитан; 7 января 1916
- Забеданский, Илья Кондратьевич; подпоручик; № 1170 (600); 1 января 1795
- Забелин, Кирилл Васильевич; полковник; № 3067; 26 ноября 1816
- Забелло, Аркадий Николаевич; штабс-капитан; 18 октября 1917 (посмертно)
- Забиякин, Дмитрий Степанович; полковник; № 8666; 26 ноября 1851
- Заблоцкий, Иван Данилович; поручик; № 2768; 23 декабря 1813
- Заболотный, Василий Сильвестрович; генерал-майор; 20 августа 1916
- Заболоцкий, Василий Иванович; полковник; № 7428; 12 января 1846
- Заболоцкий, Тимофей Яковлевич; капитан; 27 марта 1918
- Заборинский, Александр Никифорович; полковник; № 2861; 13 марта 1814
- Заборинский, Семён Никифорович; полковник; № 2862; 13 марта 1814
- Заборовский, Адам Юзефович; подполковник; № 9112; 26 ноября 1853
- Заборовский, Викентий Антонович; штабс-ротмистр; 1813 (данные требуют дополнительной проверки)
- Заборонок, Яков Павлович; штабс-капитан; 22 декабря 1916
- Забочин, Алексей Герасимович; прапорщик; 25 июня 1916
- Забродский, Осип Яковлевич; майор; № 4400; 25 июня 1830
- Забугский, Гавриил Афанасьевич; подполковник; № 6261; 11 декабря 1840
- Забудаев, Пётр Иванович; капитан 3-го ранга; № 1430; 26 ноября 1802
- Забудский, Григорий Николаевич; лейтенант; № 9539; 6 декабря 1854
- Забудский, Иван Григорьевич; полковник; № 4800; 25 декабря 1833
- Забудский, Иван Кузьмич; штабс-капитан; 21 ноября 1916
- Забудский, Николай Григорьевич; подполковник; № 4871; 25 декабря 1833
- Забусов, Иван Яковлевич; подполковник; № 8458; 26 ноября 1850
- Завадовский, Александр Иванович; капитан-лейтенант; № 9536; 6 декабря 1854
- Завадовский, Иван Иванович; капитан 2-го ранга; № 3611; 16 декабря 1821
- Завадовский, Иннокентий Венедиктович; подпоручик; 27 января 1917 (посмертно)
- Завадовский, Николай Степанович; генерал-майор; № 4941; 3 декабря 1834
- Завадовский, Пётр Васильевич; полковник; № 280 (233); 26 ноября 1775
- Завадовский, Пётр Иванович; полковник; № 10250; 26 ноября 1867
- Завадский, Виктор Валентьевич; полковник; 5 мая 1878
- Завадский, Георгий Александрович; капитан; 25 мая 1916
- Завадский, Карл; майор; № 5063; 3 декабря 1834
- Завадский, Козьма Михайлович; ротмистр; № 4752; 21 декабря 1832
- Завадский, Михаил Тимофеевич; полковник; № 3919; 26 ноября 1826
- Завалиевский, Лев Никитич; подполковник; № 6792; 3 декабря 1842
- Завалишин, Александр Афанасьевич; лейтенант; № 3292; 26 ноября 1816
- Завалишин, Пётр Александрович; лейтенант; № 9926; 8 июля 1856
- Завгородний, Виктор Николаевич; штабс-капитан; 18 сентября 1917
- Завистовский, Фаддей Станиславович; майор; № 6310; 11 декабря 1840
- Завитаев, Константин Александрович; штабс-капитан; 25 февраля 1907
- Заводчиков, Михаил Васильевич; прапорщик; 23 января 1917 (посмертно)
- Завойко, Василий Степанович; капитан 1-го ранга; № 8362; 26 ноября 1850
- Заворотный, Иван Яковлевич; полковник; № 5934; 3 декабря 1839
- Завров, Арсений Николаевич; подполковник; № 8032; 26 ноября 1848
- Завьялов, Георгий Семёнович; подпоручик; 9 октября 1917
- Загальский, Осип Иванович; подполковник; № 5803; 1 декабря 1838
- Загобель, Пётр Андреевич[1]; майор; № 6600; 5 декабря 1841
- Загордан, Владимир Иванович; подпоручик; 14 июня 1916
- Загорский, Александр Иванович; полковник; 20 ноября 1915
- Загорский, Иван Иванович; капитан; № 2725; 20 октября 1813
- Загорский, Тимофей Дмитриевич; полковник; № 2087; 26 ноября 1809
- Загорянский, Пётр Никифорович; полковник; № 9083; 26 ноября 1853
- Загорянский-Кисель, Сергей Фаддеевич; капитан-лейтенант; № 9916; 7 апреля 1856
- Загоскин, Павел Никифорович; капитан; № 5877; 1 декабря 1838
- Загряжский, Александр Фёдорович; полковник; № 8884; 1 февраля 1852
- Загряжский, Пётр Петрович; полковник; № 1943 (850); 20 мая 1808
- Задонский, Воин Дмитриевич; полковник; № 3634; 13 февраля 1823
- Задорожный, Сергей Исидорович; прапорщик; 23 сентября 1915
- Заика, Андриан Архипович; поручик; 31 октября 1917 (посмертно)
- Заичневский, Василий; поручик; № 8129; 26 ноября 1848
- Заичневский, Григорий Вуколович; подполковник; № 5990; 3 декабря 1839
- Зайончковский, Анатолий Карпович; поручик; 24 ноября 1917
- Зайончковский, Николай Николаевич; подпоручик; 13 января 1916
- Зайончковский, Павел Чеславович; подполковник; 3 февраля 1915
- Зайцев; штабс-капитан; № 2728; 20 октября 1813
- Зайцев, Александр Петрович; прапорщик; 25 июня 1916
- Зайцев, Алексей; подполковник; № 5247; 1 декабря 1835
- Зайцев, Алексей Данилович; капитан; № 6655; 5 декабря 1841
- Зайцев, Борис Сергеевич; прапорщик; 18 сентября 1917
- Зайцев, Василий Васильевич; полковник; 15 апреля 1915
- Зайцев, Григорий Афанасьевич; подполковник; № 3652; 13 февраля 1823
- Зайцев, Дмитрий Николаевич; капитан; 14 апреля 1917
- Зайцев, Иван Михайлович; поручик; 15 января 1917
- Зайцев (Зайцов), Михаил Яковлевич; капитан; № 8097; 26 ноября 1848
- Зайцев, Николай; капитан; № 9496; 26 ноября 1854
- Зайцев, Николай Иванович; прапорщик; 30 декабря 1915
- Зайцев, Сергей Фёдорович; поручик; 4 марта 1917
- Зайцевский, Ефим Петрович; капитан-лейтенант; № 4258; 16 января 1829
- Зайченко, Захарий Иванович; генерал-майор; 26 июня 1916
- Зайченко, Никита Денисович; майор; № 5258; 1 декабря 1835
- Зак, Валериан Осипович; штабс-капитан; 13 января 1915 (посмертно)
- Закалюжный, Михаил Яковлевич; капитан; № 9244; 26 ноября 1853
- Закандырин, Иван Петрович; штабс-капитан; 8 июля 1915
- Закревский, Алексей Андреевич; подполковник; № 3661; 13 февраля 1823
- Закревский, Арсений Андреевич; майор; № 2302 (2302); 22 сентября 1811
- Закржевский, Владислав Игнатьевич; подполковник; 6 июля 1915
- Закржевский, Сигизмунд Григорьевич; подполковник; 26 августа 1916
- Закускин, Иван Семёнович; подполковник; № 8700; 26 ноября 1851
- Закутовский, Михаил Иванович; подпоручик; 27 января 1917 (посмертно)
- Залеский, Порфирий Алексеевич; подполковник; № 8049; 26 ноября 1848
- Залеский, Тимофей Станиславович; майор; № 6319; 11 декабря 1840
- Залесский, Василий Анисимович; капитан-лейтенант; № 3775; 26 ноября 1823
- Залесский, Николай Иванович; полковник; № 4563; 16 декабря 1831
- Заливкин, Александр Петрович; полковник; № 7770; 26 ноября 1847
- Заливкин, Пётр Андреевич; подполковник; № 6293; 11 декабря 1840
- Залинов, Владимир Николаевич; подполковник; 30 июня 1917
- Залогин, Иван Фёдорович; капитан; 1 марта 1916
- Зальца, Антон Егорович; капитан; 12 июня 1878
- Зальца, Владимир Иванович; полковник; № 6199; 11 декабря 1840
- Зальца, Иван Александрович; полковник; № 6431; 5 декабря 1841
- Зальца, Карл Андреевич (Александрович); полковник; № 8885; 1 февраля 1852
- Зальца, Николай Антонович; полковник; № 6220; 11 декабря 1840
- Зальцман, Андрей Васильевич; полковник; № 2836; 26 февраля 1814
- Замарин, Иван Михайлович; подполковник; № 6501; 5 декабря 1841
- Замаруев, Пётр Григорьевич; капитан корпуса морской артиллерии; № 9479; 26 ноября 1854, за «выслугу 25 лет в офицерских чинах»[2]
- Замотаев, Андрей; полковник; № 7195; 17 декабря 1844
- Замбковский, Ян Адамович; прапорщик; 18 ноября 1916 (посмертно)
- Замброжицкий, Михаил Станиславович; полковник; 15 октября 1916
- Замыцкий, Дмитрий Петрович; капитан 2-го ранга; № 4905; 25 декабря 1833
- Замятнин, Александр Гаврилович; подполковник; № 7014; 4 декабря 1843
- Занаревский, Аполлон Гаврилович; майор; № 8530; 26 ноября 1850
- Занаревский, Фёдор Николаевич; подполковник; № 8445; 26 ноября 1850
- Занько, Никифор Георгиевич; подполковник; 19 мая 1915
- Заньковский, Казимир Степанович; полковник; № 9080; 26 ноября 1853
- Заостровский, Василий; капитан 1-го ранга; № 799 (412); 9 февраля 1791
- Заостровский, Степан Яковлевич; капитан 1-го ранга; № 3048; 26 ноября 1816
- Заплатин, Ефим Григорьевич; секунд-майор; № 958; 26 ноября 1792
- Заплатин, Семён Григорьевич; подполковник; № 860; 26 ноября 1791
- Запольский, Аполлон Андреевич; подполковник; № 8248; 26 ноября 1849
- Запольский, Борис Фёдорович; капитан; 15 сентября 1900
- Запольский, Глеб Владимирович; поручик; 4 марта 1917
- Запольский, Михаил Фёдорович; генерал-майор; 15 октября 1916
- Запрягаев, Михаил; секунд-майор; № 953; 26 ноября 1792
- Заремба, Владимир Михайлович; подпоручик; 3 сентября 1916
- Зарембо, Дионисий Фёдорович; капитан 1-го ранга; № 8363; 26 ноября 1850
- Зарецкий, Пётр Аникеевич; подполковник; № 6995; 4 декабря 1843
- Заржецкий, Франц Константинович; майор; № 6306; 11 декабря 1840
- Заржицкий, Иосиф Николаевич; № 4492; 18 декабря 1830
- Зарин, Александр Дмитриевич; подпоручик; 1 июня 1915
- Зарин, Аполлинарий Александрович; капитан-лейтенант; № 7714; 1 января 1847
- Зарин, Николай Дмитриевич; генерал-майор; 13 октября 1914
- Зарницын, Дмитрий Никитич; генерал-майор; № 9640; 26 ноября 1855[3][4]
- Заруба, Николай Григорьевич; штабс-капитан; 25 ноября 1916
- Зарубаев, Николай Платонович; генерал-лейтенант; 1 ноября 1905
- Зарубаев, Сергей Валериянович; лейтенант; 23 февраля 1904
- Зарубин, Дмитрий Иванович; майор; № 7889; 26 ноября 1847
- Зарудный, Роман Григорьевич; штабс-ротмистр; № 2800; 20 января 1814
- Заскалько, Иов Васильевич; сотник; 15 октября 1916 (посмертно)
- Заславский, Осип Николаевич; подполковник; № 6494; 5 декабря 1841
- Засоба, Михаил Никифорович; подпоручик; 25 мая 1917 (посмертно)
- Засс, Александр Павлович; полковник; № 2285 (992); 16 декабря 1810; в 1814 (вторично?)
- Засс, Андрей Андреевич; полковник; № 2490 (1123); 23 декабря 1812
- Засс, Андрей Павлович; генерал-майор; № 1300; 26 ноября 1802
- Засс, Григорий Христофорович; генерал-майор; № 5524; 29 ноября 1837
- Засс, Корнилий Александрович; полковник; № 2093; 26 ноября 1809
- Засс, Корнилий Корнилиевич; генерал-майор; № 4548; 18 октября 1831
- Засс, Отто; полковник; № 4216; 25 декабря 1828
- Засс, Роман Фёдорович; полковник; № 3709; 26 ноября 1823
- Засс, Юлий Оттонович; ротмистр; № 4898; 25 декабря 1833
- Засулич, Михаил Иванович; капитан; 7 апреля 1878
- Засухин, Анатолий Николаевич; капитан 2-го ранга; 16 апреля 1904
- Засядко, Александр Дмитриевич; штабс-капитан; № 1716 (702); 13 января 1807
- Засядко, Даниил Дмитриевич; подполковник; № 2783; 17 января 1814
- Затлер, Борис (Бернгард) Карлович; подполковник; № 4868; 25 декабря 1833
- Затлер, Фёдор Карлович; генерал-майор; № 8606; 26 ноября 1851
- Затурский, Логгин Логгинович; полковник; 8 июля 1907
- Захаревич; майор; № 2395; 14 января 1812
- Захаржевский, Григорий Андреевич; генерал-майор; № 4918 (1029); 3 декабря 1834
- Захаржевский, Константин Васильевич[5]; капитан; № 5652; 29 ноября 1837
- Захаржевский, Яков Васильевич; полковник; № 2808; 22 января 1814
- Захаров, Александр Михайлович; полковник; 25 мая 1916
- Захаров, Аполлон Михайлович; подполковник; № 8007; 26 ноября 1848
- Захаров, Владимир Евлампиевич; поручик; 24 мая 1916
- Захаров, Григорий Никитич; есаул; 14 июня 1915
- Захаров, Игнатий Фёдорович; прапорщик; 30 декабря 1915 (посмертно)
- Захаров, Митрофан Петрович; штабс-капитан; 6 января 1917
- Захаров, Пётр Фёдорович; лейтенант; № 9911; 7 апреля 1856
- Захаров, Сергей Петрович; капитан; № 6124; 3 декабря 1839
- Захаров, Степан Самуилович; капитан; № 8818; 26 ноября 1851
- Захаров, Фёдор Данилович; подполковник; № 3117; 26 ноября 1816
- Захарчук, Афанасий Михайлович; прапорщик; 18 ноября 1916
- Захарьев, Фома; майор; № 5867; 1 декабря 1838
- Захарьин, Иван Яковлевич; капитан 1-го ранга; № 4989; 3 декабря 1834
- Захваев, Александр Васильевич; капитан; № 5501; 6 декабря 1836
- Зацарённый, Измаил Максимович; лейтенант; 8 сентября 1877
- Зацимовский, Александр Станиславович; поручик; 9 сентября 1915

## Зб — Зд
- Збиевский, Тимофей Иванович; подполковник; № 1641 (671); 29 января 1806
- Збиковский, Ян Ханиодарович; поручик; 4 марта 1917 (посмертно)
- Зборовский (Заборовский), Викентий; штабс-капитан; № 2774; 30 декабря 1813
- Зброжек, Иван Игнатьевич; майор; № 5474; 6 декабря 1836
- Звайгзне, Иван Иванович; штабс-капитан; 28 августа 1917
- Званбай, Соломон Тимуркеевич; подполковник; № 8253; 26 ноября 1849
- Зварковский, Николай Акимович; генерал-майор; № 4424; 18 декабря 1830
- Зварыкин, Фёдор Васильевич; генерал-майор; № 3030; 26 ноября 1816
- Звегинцев, Пётр Фёдорович; майор; № 4283; 22 сентября 1829
- Звенигородский, Николай Фёдорович; подполковник; № 8731; 26 ноября 1851
- Зверев, Василий Васильевич; старший инженер-механик; 1904 (посмертно)
- Зверев, Александр Петрович; майор; № 3851; 12 декабря 1824
- Зверев, Василий Степанович; генерал-майор; № 325; 26 ноября 1781
- Зверев, Иван Семёнович; полковник; № 5550; 29 ноября 1837
- Зверев, Михаил Петрович; подполковник; № 7595; 1 января 1847
- Зверев, Пётр Иванович; поручик; 29 июля 1916
- Зверев, Фёдор Киприанович; поручик; 4 апреля 1917
- Зверев, Фёдор Трофимович; подъесаул; 4 марта 1917
- Звонников, Николай Алексеевич; поручик; 29 мая 1915
- Зворыкин, Евгений Егорович; поручик; 17 января 1917
- Звягин, Иван Ефимович; майор; № 7663; 1 января 1847
- Звягольский-Мельников, Иван Григорьевич; майор; № 4743; 21 декабря 1832
- Звягольский-Мельников, Яков Григорьевич; майор; № 4123; 26 ноября 1827
- Зданский, Николай Феликсович; подполковник; 30 июля 1905
- Здитовецкий, Игнатий Юльевич; прапорщик; 18 ноября 1916 (посмертно)

## Зе
- Зебеж, Ян Петрович; подпоручик; 29 октября 1917
- Зеге-фон-Лауренберг, Семён Христофорович; генерал-майор; № 446; 26 ноября 1786
- Зегелов, Александр Александрович; генерал от инфантерии; 19 мая 1915
- Зедгинадзе, Алексей; штабс-капитан; № 7360; 17 декабря 1844
- Зедделер, Логин Логинович; генерал-майор; 26 августа 1878
- Зедделер, Людвиг (Логин) Иванович; генерал-майор; № 5686; 1 декабря 1838
- Зезевитов, Иван Платонович; полковник; № 7553; 1 января 1847
- Зейберлих, Теодор-Вильгельм-Александр Александрович; подпоручик; 6 августа 1917
- Зейглер, Александр Иванович; майор; № 7659; 1 января 1847
- Зейдлиц, Иван Иванович; полковник; № 5386; 6 декабря 1836
- Зейдлиц, Карл Иванович; полковник; № 5555; 29 ноября 1837
- Зейн-Витгенштейн-Берлебург, Фердинанд Карлович; генерал-майор; 1 января 1878
- Зейн-Витгенштейн-Берлебург, Эмилий Людвигович; полковник; № 9925; 8 июля 1856
- Зейфорт, Карл Иванович; полковник; № 5549; 29 ноября 1837
- Зеланд, Александр Львович; полковник; № 8425; 26 ноября 1850
- Зеленевский, Эдуард Казимирович; штабс-капитан; 29 октября 1917
- Зеленин, Евгений Ильич; капитан; 18 сентября 1916
- Зеленин, Степан; майор; № 8086; 26 ноября 1848
- Зеленков, Михаил Иосифович; подпоручик; 29 октября 1917 (посмертно)
- Зеленой, Александр Ильич; капитан 1-го ранга; № 9346; 26 ноября 1854 (за выслугу «25 лет в офицерских чинах»)
- Зеленой, Иван Ильич; капитан 1-го ранга; № 9054; 26 ноября 1853
- Зеленой, Павел Николаевич; лейтенант; № 3298; 26 ноября 1816
- Зеленский-Добочевский; ротмистр; № 2724; 20 октября 1813
- Зеленцов, Автоном Ларионович; подъесаул; 2 марта 1906
- Зеленцов, Михаил Тихонович; подъесаул; 3 апреля 1917
- Зелепуга, Пётр; полковник; № 1345; 26 ноября 1802
- Зелингер, Никодим Иванович; подпоручик; 23 сентября 1916
- Зелинский, Виктор Петрович; полковник; 13 марта 1908
- Зелинский, Станислав Фомич; подпоручик; 9 сентября 1915
- Зельмиц, Антон Карлович; полковник; № 4331; 19 декабря 1829
- Земан, Оскар Мартынович; прапорщик; 1 сентября 1915
- Зембулатов, Яков Михайлович; майор; № 51 (52); 1 ноября 1770
- Земенцкий, Владислав Касперович; генерал-майор; № 9046; 26 ноября 1853[6]
- Землин, Иван Лукич; секунд-майор; № 1280; 26 ноября 1795
- Землянский, Александр; подпоручик; 3 января 1917 (посмертно)
- Земницкий, Николай; прапорщик; 9 сентября 1915
- Зенгбуш, Карл Иванович фон; полковник; № 8889; 1 февраля 1852
- Зененков, Владимир Николаевич; ротмистр; 21 ноября 1916
- Зенич, Василий Григорьевич; майор; № 5289; 1 декабря 1835
- Зенич, Иван Григорьевич; полковник; № 3821; 12 декабря 1824
- Зенкевич, Иван Алексеевич; майор; № 10073; 26 ноября 1857
- Зенкович, Александр Фёдорович; полковник; 20 мая 1915 (посмертно)
- Зенкович, Михаил Егорович; подполковник; № 5006; 3 декабря 1834
- Зенченко, Василий Емельянович; генерал-майор; № 8166; 26 ноября 1849[7]
- Зенькович, Иван Никитич; полковник; № 9672; 26 ноября 1855
- Зенькович, Фёдор Фёдорович; штабс-капитан; 6 июля 1915
- Зео, Александр Иосифович фон[8]; капитан-лейтенант; № 2367; 26 ноября 1811
- Зео, Константин Александрович; майор; № 9176; 26 ноября 1853
- Зергель, Александр Иванович; капитан; № 8572; 26 ноября 1850
- Зергель, Иван Иванович; майор; № 7863; 26 ноября 1847

## Зи
- Зигерн-Корн, Михаил Ксаверьевич фон; подпоручик; № 9922; 4 июня 1856
- Зильберг, Александр Александрович; полковник; 14 июня 1915
- Зильберг, Леонтий Карлович; майор; № 9823; 26 ноября 1855
- Зимин, Иван Леонтьевич; прапорщик; 17 апреля 1915
- Зиневич, Бронислав Михайлович; подполковник; 21 июня 1915
- Зинкевич, Александр Михайлович; штабс-капитан; 27 сентября 1916
- Зинкевич, Михаил Михайлович; полковник; 13 мая 1918
- Зиновьев, Михаил Алексеевич; полковник; № 10253; 11 февраля 1869
- Зиновьев, Николай Васильевич; генерал-майор; № 7145; 17 декабря 1844
- Зиновьев, Павел Степанович; капитан 2-го ранга; № 647 (332); 22 августа 1789
- Зирнихгаузен, Фёдор; майор; № 1376; 26 ноября 1802

## Зл — Зн
- Златковский, Леонтий Дмитриевич; полковник; № 5376; 6 декабря 1836
- Златоверхников, Александр Тихонович; подпоручик; 7 ноября 1915 (посмертно)
- Златоустов, Николай Николаевич; штабс-капитан; 26 августа 1916
- Злобин, Андрей Никитич; капитан; № 5658; 29 ноября 1837
- Змеев, Василий Филиппович; подполковник; № 8490; 26 ноября 1850
- Знаменский, Анатолий; штабс-капитан; 28 августа 1917
- Знаменский, Дмитрий Константинович; штабс-капитан; 25 ноября 1916

## Зо
- Зозулин, Корнилий Васильевич; подполковник; 21 июня 1915
- Зозулин, Михаил Петрович; штабс-капитан; 13 февраля 1905
- Зозуля, Тимофей Леонтьевич; поручик; 27 сентября 1916
- Золотарёв, Афанасий Иванович; подполковник; № 2913; 28 марта 1814
- Золотарёв, Василий Степанович, подполковник; № 4255; 7 января 1829
- Золотарёв, Григорий Петрович; подполковник; № 4219; 25 декабря 1828
- Золотарёв, Евфим Иванович; подполковник; № 6045; 3 декабря 1839
- Золотарёв, Николай Иванович; майор; № 9799; 26 ноября 1855
- Золотарёв, Николай Иванович; сотник; 17 марта 1917
- Золотарёв, Пётр; войсковой старшина; № 5868; 1 декабря 1838
- Золотарёв, Степан Афанасьевич; подполковник; № 7840; 26 ноября 1847
- Золотилов, Алексей Фёдорович; подпоручик; 31 декабря 1915 (посмертно)
- Золотилов, Евграф, Михайлович; подполковник; № 6049; 3 декабря 1839
- Золотницкий, Михаил Владимирович; полковник; № 2094; 26 ноября 1809
- Золоторжевский, Фёдор Петрович; капитан; № 7912; 26 ноября 1847
- Золотухин, Александр Александрович; подполковник; 1 июня 1915
- Золотухин, Василий; полковник; № 808 (421); 25 марта 1791
- Зоман, Пётр Иванович; премьер-майор; № 1106; 26 ноября 1794
- Зоммер, Евграф Иванович; подполковник; № 9146; 26 ноября 1853
- Зоммер, Фёдор Карлович; майор; № 6819; 3 декабря 1842
- Зоммер, Фридрих Иоганнович; прапорщик; 1 июня 1915
- Зоммер, Яков Иванович; капитан; № 6146; 3 декабря 1839
- Зонн, Карл Карлович; майор; № 5286; 1 декабря 1835
- Зонтаг, Генрих Карлович; прапорщик; 15 марта 1915
- Зор; полковник прусской службы; № 2938; 19 июля 1814
- Зорин, Николай Владимирович; младший инженер-механик; 23 февраля 1904
- Зорич, Семён Гаврилович; секунд-майор; № 281 (234); 26 ноября 1775
- Зоря, Лев Иванович; полковник; 17 апреля 1915
- Зотин, Дмитрий Егорович; прапорщик; 31 октября 1917
- Зотов, Михаил Михайлович; капитан; № 7346; 17 декабря 1844

## Зу
- Зубаков, Павел; поручик; 7 июля 1917
- Зубарев, Аркадий Иванович; прапорщик; 18 сентября 1917
- Зубарев, Василий Михайлович; подполковник; 12 октября 1917
- Зубарев, Павел; прапорщик; 9 мая 1919
- Зубарев, Пётр Савельевич; майор; № 5851; 1 декабря 1838
- Зубарев, Тимофей; подпоручик; № 10226; 5 января 1864
- Зубинский, Гавриил Семёнович; полковник; № 9379; 26 ноября 1854
- Зубко, Василий; прапорщик; 31 октября 1917
- Зубков; войсковой старшина; № 4267; 21 апреля 1829
- Зубков, Александр Васильевич; подполковник; № 9765; 26 ноября 1855
- Зубков, Антон Онуфриевич; капитан; № 8311; 26 ноября 1849
- Зубков, Григорий Кондратьевич; капитан; № 9499; 26 ноября 1854
- Зубков, Михаил Константинович; штабс-капитан; 25 мая 1917
- Зубковский, Василий Васильевич; подполковник; № 9967; 26 ноября 1856
- Зубов, Алексей; поручик; 9 мая 1919
- Зубов, Валериан Александрович; бригадир; № 796 (409); 29 декабря 1790
- Зубов, Василий Николаевич; поручик; 25 мая 1916 (посмертно)
- Зубов, Владимир Кириллович; генерал-майор; 29 мая 1915
- Зубов, Георгий Николаевич; полковник; 25 ноября 1916
- Зубов, Николай Владимирович; штабс-капитан; 2 апреля 1917 (посмертно)
- Зубов, Николай Николаевич (капитан-лейтенант); капитан-лейтенант; 27 марта 1880
- Зубов, Николай Петрович; подполковник; № 1055 (540); 15 сентября 1794
- Зубрилин, Иван Иванович; прапорщик; 26 сентября 1916 (посмертно)
- Зубрицкий, Алексей Афанасьевич; секунд-майор; № 707; 26 ноября 1789
- Зудин, Алексей Георгиевич; капитан; 13 января 1915
- Зуев, Вячеслав Яковлевич; подполковник; 17 марта 1917
- Зуйков, Лаврентий Титович; майор; № 6115; 3 декабря 1839
- Зумберов, Александр Михайлович; подполковник; 23 мая 1916
- Зуров, Елпидифор Антиохович; генерал-майор; № 5676; 1 декабря 1838

## Зы
- Зыбин, Алексей; секунд-майор; № 1276; 26 ноября 1795
- Зыбин, Евгений Константинович; подполковник; 19 мая 1915
- Зыбин, Михаил (Александрович?); подполковник; № 604 (288); 14 апреля 1789
- Зыбин, Михаил Афанасьевич; премьер-майор; № 1255; 26 ноября 1795
- Зыбин, Николай Семёнович; капитан 1-го ранга; № 5167; 1 декабря 1835
- Зыбин, Сергей Васильевич; штабс-ротмистр; № 2932; 3 мая 1814
- Зыбин, Сергей Васильевич; капитан; № 9568; 28 декабря 1854
- Зыков, Виктор Павлович; поручик; 19 апреля 1878
- Зыков, Дмитрий; подполковник; № 420; 26 ноября 1785
- Зыков, Николай Николаевич; подполковник; 31 октября 1917
- Зыков, Сергей Петрович; ротмистр; 27 января 1907
- Зыскин, Дмитрий Логинович; полковник; № 9681; 26 ноября 1855